# Golty
Golty es una marca colombiana, creada en 1980, de calzado, ropa deportiva y otros productos relacionados con el deporte. Es propiedad de la empresa Escobar y Martínez (E&M) actual Grupo Y.

## Historia
La fabricación de balones de fútbol y otras disciplinas deportivas inició en 1980 y rápidamente estos productos fueron exportados a varios países de Sudamérica. Golty actualmente se posiciona como una de las marcas de balones y artículos deportivos más reconocidas en países como Colombia, Venezuela, Ecuador, Costa Rica, Chile y Perú, siendo balón oficial en torneos y ligas tan importantes de la DIMAYOR que agrupa los 20 clubes profesionales de fútbol, la Selección de fútbol de Bolivia, la Confederación suramericana de baloncesto COSUBASQUET, las federaciones profesionales de baloncesto de Colombia y Venezuela, la Superliga Profesional de Baloncesto de Venezuela (SPB), las federaciones de fútbol de salón de Colombia, Venezuela y Ecuador, las federaciones de fútbol sala de Colombia Ecuador y Bolivia además del campeonato mundial de fútbol de salón, en 1997.
Entre 1992 y 2022, Golty obtuvo el aval para ser el balón oficial de los partidos que se disputaran en Colombia por torneos internacionales, además de ser el balón del Torneo Profesional Colombiano.
Golty desarrolló la Tecnología CMI, que fue vendida a dos grandes empresas de Pakistán fabricantes de balones.
En 2024 se lanza una nueva imagen, una más minimalista y un nuevo balón.

## Balones
Golty ha fabricado por varios años el balón oficial del fútbol profesional colombiano y la selección Colombia, entre los diseños que se han fabricado están:
Traditional:1989-2002 
El balón insignia de Golty con 32 paneles cosidos a mano con detalles en negro, éste balón fue usado tanto en el torneo local y en partidos de local de la Selección Colombia.
Magnum: 2003-2005
El mismo diseño del balón anterior pero en un tono plateado con blanco pero con relieve y dibujos en negro y en la parte blanca el logo de Golty y en la O del mismo se pone líneas de pintura con los colores de la bandera de Colombia, fue usado en el torneo local y en partidos de local de la Selección Colombia.
Magnum NX:2005-2008
Para este diseño hubo un cambio radical en el balón se mantiene la costura y los 32 paneles, para este diseño el balón obtiene una base texturizada blanca con holograma con dibujos naranja en forma de curvas, fue usado en el torneo local y en partidos de local de la Selección Colombia.
El dorado:2008-2010
Para conmemorar los 60 años de la DIMAYOR para esta nueva versión se cambia el color del balón tiene un tono amarillo dorado con líneas en rojo, dorado y negro y el logo Golty en el medio, para la construcción del balón se cambia las costuras por un laminado tipo CMI (termosellado) que reduce la absorbción de agua un toque suave entre bota y balón, impermeable en lluvia y buen rebote,
Fue usado en el torneo local y en partidos de local de la Selección Colombia.
Tuchín:2010-2012
Para este diseño tiene una base blanca con textura con líneas en negro y amarillo simulando el diseño de un sombrero vueltiao originario del municipio de Tuchín en el departamento de Córdoba y en los 2 círculos centrales grandes el logo de Golty en blanco , fue utilizado únicamente en el torneo local, copa,ascenso, y superliga local.
Fusión: 2012-2014
Para este diseño tiene una base texturizada verde fluorescente con líneas curvas que atraviesa el balón en su totalidad en tonos amarillo,azul,rojo, verde,gris y celeste con delineado en negro fue utilizado en los torneos similares al balón anterior.
Invictus:2014-2016
Para este diseño tiene una base gris con relieve en cuadros, sus dibujos son en tonos negro, amarillo y rojo simulando los colores del fuego, fue utilizado también en los torneos previos a los últimos 2 balones.
Euforia:2016-2017
Para este diseño tiene una base naranja con dibujos de pintura en azul marino, gris y negro para el logo de Golty, este balón causó polémica por su tono naranja que era imposible de ver en las transmisiones de televisión fue cambiado para los torneos de 2017.
Euforia 2.0:2017-2018
El mismo diseño pero el balón gana una base blanca el mismo dibujo se mantiene pero está vez en azul y naranja, el logo de Golty es en negro fue usado en el torneo local, copa , ascenso y superliga.
Forza:2018-2020
Para esta versión cambian los paneles de 32 pasan a solo 12 caras curvas con dibujos de turbina en gris, negro y rojo, fue usado en los torneos anteriores mencionados
Forza:2020-2022
La misma versión pero con solo 4 paneles amplios los gráficos se mantienen.
Origen:2022-2024
La misma versión del anterior pero con dibujos alusivos a la fauna y la flora colombiana , en 2023 vuelve a los 12 paneles, los torneos donde fue usado son liga, copa , ascenso, superliga.
Latir: 2024-presente
Para esta versión consiste en 16 paneles con canales ranurados en la regla de los balones actuales para una estabilidad en vuelo, tiene tonos en azul, naranja y verde el logo de Golty en minúsculas ya que hubo cambio de imagen, es usado en el torneo local, copa, ascenso, liga femenina y superliga.
Macondo: 2011-2013
Este balón es exclusivo para los partidos de eliminatorias de local de la Selección Colombia ya que se usaban los balones del torneo local anteriores, para esta versión es en tono blanco con unas líneas en espiral con mariposas amarillas y elementos autóctonos inspirados en la novela Cien años de soledad
Del escritor y premio nobel de literatura Gabriel García Márquez y del pueblo ficticio Macondo.